# Driss Debbagh
 (mai 2009).
Améliorez-le ou discutez des points à vérifier. 
Driss Debbagh (en arabe : إدريس الدباغ), né le 7 novembre 1921 à Marrakech, Maroc et mort en 1986, est un homme politique marocain qui exerçait la fonction d'ambassadeur du Maroc en Italie durant le règne du roi Mohammed V du Maroc, et ministre du Commerce, de l'Industrie, des Mines et de la Marine marchande après le remaniement du huitième gouvernement durant le règne de Hassan II en 1963 (période durant laquelle le poste de premier ministre a été aboli). Il occupa la fonction de Vice-Président et administrateur de la Banque commerciale du Maroc. Driss Debbagh parlait cinq langues, le berbère, l'arabe classique, le français, l'anglais et l'italien.

## Biographie
Driss Debbagh est né à Marrakech, où son père Tayeb Debbagh fils de Brahim Debbagh était commerçant et propriétaire. Sa mère Zahra Soussi est la fille de Mohamed Soussi. Il étudie au Lycée Mangin, puis au collège Sidi Mohammed de Marrakech avant de poursuivre le cycle complet de l'enseignement secondaire au Lycée Moulay Youssef de Rabat et en mathématiques-élémentaires au lycée de Casablanca. Il a obtenu le diplôme d'ingénieur des arts et industries textiles à l'École nationale supérieure des arts et industries textiles de Roubaix en 1950. Spécialisation : chimie tinctoriale et filature.
En 1957, la Fédération royale des sports aéronautiques l'appelle à sa présidence. Il fait partie, en qualité de membre patronal, de la délégation officielle du Maroc au congrès du Bureau international du travail à Genève. Le centre des jeunes patrons (C.J.P.) l'appelle à sa présidence en remplacement de Aimery Halle. Il ne put demeurer qu'un an à ce poste en raison du choix du roi Mohammed V en sa faveur, en qualité d'ambassadeur du Maroc en Italie.
De 1959 à 1961, il réside à Rome dans les fonctions d'ambassadeur du Maroc. À ce titre, il a signé au nom du gouvernement l'accord commercial maroco-italien de 1961 et a préparé en liaison étroite avec le ministère de l'économie nationale et des finances, l'accord économique et technique qui régit les rapports entre Rabat et Rome. Il a regagné le Maroc sur sa demande.
En 1961, la société Agricolair du Maghreb (succédant à GIRAFRIC) appelle Driss Debbagh, actionnaire à la présidence de son conseil d'administration. Il en devient président directeur général en 1966.
En 1962, il était membre fondateur de la société des grands travaux du Maroc (SOTRAX) bâtiment, génie rural, travaux publics, il est nommé administrateur délégué, ensuite président délégué. Et président et actionnaire (40 %) de SVIMA-MAROC (groupe Simmenthal).
En 1963, il devient administrateur délégué des plages de TAHITI SA et administrateur unique de la société agricole Saâda El Marrakchia.
En mars 1963, il est devenu administrateur et membre du comité de crédit de la Banque commerciale du Maroc (récemment renommée Attijariwafa Bank).
En mai 1963, Driss Debbagh a été élu député de Marrakech.
En juin 1963, le roi Hassan II le nomme ministre du commerce, de l'industrie, des mines et de la marine marchande jusqu'au 13 novembre 1963, date à laquelle Hassan II a cessé d'être Président du conseil des ministres et a nommé un Premier ministre. (voir liens externes)
En 1966, il devient administrateur délégué de la société hôtelière de l'Oukaïmden (Imlil hôtel) avec une participation de 25 %, et administrateur du Comptoir transatlantique d'assurances et de réassurance (CTAR) avec une participation de 10 %.
En 1967, il devient président délégué de OCINA, l'Omnium Commercial Industriel Nord-Africain, importation de matériel industriel et de matériaux de construction.
En 1973, il devient administrateur unique et actionnaire principal (93 %) de la société anonyme NAMIRI S.A.(Bulletin officiel du Maroc, feuille du 18 juillet 1973). En 1977, Driss Debbagh était vice-président de la Banque commerciale du Maroc et administrateur de sociétés.
Il devint aussi président de la société des courses des lévriers avec une participation de 30 %, vice-président de la société Cotelle & Foucher Maroc avec une participation de 30 %, administrateur unique de la société anonyme UDORE, administrateur unique de la Société hôtelière Ibn Tachfine, administrateur de la société ARCOMAR, société mixte marocco-roumaine, administrateur de la société BURTEX, Bureau d'études et d'assistance textile, président délégué de la société marocaine de confection SO.MA.COF avec une participation de 35 %, président délégué de la société anonyme TEXTI-MAROC (commerce en gros de chemises, cravates et articles de confection, importation d'articles Pierre Cardin, Pierre Balmain, Reggio Capucci, Claude de Paris et L'Empereur) et administrateur de la société des plages de Tahiti avec une participation de 25 %. Dans les années 1980, Driss Debbagh possédait un chalutier et 25 hectares de cultures à Benslimane qu'il a vendus peu avant sa mort. Driss Debbagh était un pêcheur avisé et avait par ailleurs pêché un espadon en Italie dans les années 1960, il momifia l'espadon et le conserva jusqu'à son décès. Durant les 65 années qu'il a vécues, Driss Debbagh était un voyageur qui visita de nombreux pays, et en particulier l'Éspagne, la France, l'Autriche, l'Allemagne, l'Italie, la Suisse et les États-Unis d'Amérique qui étaient ses destinations les plus fréquentes, et il avait élu un domicile secondaire à Marbella, une petite ville méditerranéenne espagnole. Dans sa ville natale, il avait aussi un domicile secondaire, un riad exceptionnel qu'il a cédé et des terres qu'il conserva.

## Généalogie et famille
Moulay Driss Debbagh est le fils de Tayeb ben Brahim Debbagh et de sa deuxième femme Zahra bent Mohammed Soussi. Outre deux demi-sœurs, Driss Debbagh avait trois demi-frères, Mohammed Debbagh commerçant à Marrakech, M'hamed Debbagh ancien adjoint au gouverneur de Marrakech, Abdelkrim Debbagh ancien procureur du roi au tribunal régional de Casablanca. En 1953, il fit un premier mariage et eut une fille adoptive avec sa femme Tami Benjelloun. Après son divorce dans les années 1970, il s'est remarié en 1976 avec Fatna Boukhal (1951 - 2024) et n'eut qu'un seul enfant biologique, son fils Rachid Debbagh né le 20 avril 1977.

## Médailles et distinctions
- Commandeur de l'ordre du Ouissam alaouite
- Chevalier grand-croix de l'ordre du Mérite de la République italienne (8 août 1961)
- Titre d'excellence (titolo di eccellenza), accordé par Jean XXIII à l'ambassadeur à Rome.

## Sources
1. ↑  « Liste des gouvernements », sur web.archive.org, 6 octobre 2019 (consulté le 6 mars 2024)
2. ↑  Biographies-Cedies: mise à jour au 1er août 1968

- Driss Debbagh Ambassadeur du Maroc à Rome de 1959 à 1961
- Historique des gouvernements Driss Debbagh ministre du commerce, de l'industrie, des mines et de la marine marchande de juin 1963 à novembre 1963, remaniements du huitième gouvernement